# Селець (Буський повіт)
Селець (пол. Sielec) — село в Польщі, у гміні Віслиця Буського повіту Свентокшиського воєводства.
Населення — 143 особи (2011).

## Демографія
Демографічна структура на день 31 березня 2011 року:
|          | Загалом | Допрацездатний вік | Працездатний вік | Постпрацездатний вік |
| -------- | ------- | ------------------ | ---------------- | -------------------- |
| Чоловіки | 77      | 12                 | 50               | 15                   |
| Жінки    | 66      | 16                 | 33               | 17                   |
| Разом    | 143     | 28                 | 83               | 32                   |